# カフェ日和
『カフェ日和』（カフェびより）は、食と旅のフーディーズTVで2012年3月31日から放送されているカフェを題材にした旅番組。

## 概要
食と旅のフーディーズTVのオリジナル番組。東京を除く46道府県の地方都市で展開する地域限定のフリーペーパー『美少女図鑑』とのコラボを実現。番組では毎回1つの都市をフィーチャー、各エリアの『美少女図鑑』に登場する女の子たち3人が、地元の個性豊かなカフェやおすすめスポットを巡って紹介する。また、カフェでは恋の話・地元の好きなところ・将来の夢などをテーマに女子トークが展開される。全編ロケーション撮影。
第1回〜13回は2週間ごとに更新、第14回〜15回は月1更新。
撮影においてスチール、ヘアメイク、スタイリストの各スタッフは、『美少女図鑑』と同じく地元の写真店・美容室・服飾店の者が担当している。

## 出演者
- 美少女図鑑モデル

## 放送時間
初回放送：月曜日 20:30 - 21:00 （#1のみ土曜日）

## エピソード一覧
| 各回 | 初回放送      | サブタイトル                    | 出演モデル                         |
| 1    | 2012年3月31日 | 群馬編 だるまのふる里           | 坂本希望、岸茉莉香、林沙織         |
| 2    | 2012年4月16日 | 茨城編 芸術の里                 | 北野沙織、宇都宮清里香、塩野早紀   |
| 3    | 2012年5月7日  | 長崎編 異国情緒あふれる街       | 阿比留弘美、江藤真悠子、清水愛美   |
| 4    | 2012年5月21日 | 大阪編 食と幻の宮殿             | 和田美保、樋口晴香、善木郁子       |
| 5    | 2012年6月4日  | 愛媛編 城と湯の郷               | 濱岡紗也佳、向井葵、山下真奈美     |
| 6    | 2012年6月18日 | 岡山編 川舟流しと桃太郎         | 海老塚望、宮川麻衣、森下美幸       |
| 7    | 2012年7月2日  | 広島編 世界遺産ともみじの里     | 馬場舞子、河村綾奈、外山真帆       |
| 8    | 2012年7月16日 | 北海道編 北の大自然             | 川守田理恵、黒田栄子、森田紗英     |
| 9    | 2012年8月6日  | 熊本編 城と人情の町             | Samantha、あすか、サキ             |
| 10   | 2012年8月20日 | 山梨編 天空の果樹園             | 井上真理那、成田沙耶加、丸茂由芙子 |
| 11   | 2012年9月3日  | 宮城編 豪華絢爛 伊達家の心      | 遠藤亜由美、小野寺紫都、三品茜     |
| 12   | 2012年9月17日 | 岐阜編 織田信長ゆかりの里       | 浅野舞、林世莉奈、森智世           |
| 13   | 2012年10月1日 | 三重編 安土桃山文化とお伊勢さん | 長谷川彩、山野亜哉、吉川綾乃       |
| 14   | 2012年11月5日 | 栃木編 太古の石と出会う         | 井出さゆり、神谷汐海、近内愛実     |
| 15   | 2012年12月3日 | 千葉編 日本の味〜醤油の里       | 赤井恵子、加藤成実、友政亜唯       |
| SP   | 2013年5月26日 | カフェ日和 in Hawaii            | Maya、Mari                         |

放送日はフーディーズTV

## 特別番組
『カフェ日和　in Hawaii』
- 放送日：2013年5月26日（日）12:30 - 13:00 他
- 内容：特別編。「ハワイ美少女図鑑」のロコガール、マヤとマリがハワイ島・コナ地区のカフェやコーヒー農園、ファーマーズマーケットなどを巡る。LUANAの一社提供。
- ナレーター：佐藤英恵、ディレクター：金子雅伸、プロデューサー：岡田雄一郎（IMAGICA FTV）、飯作直哉、制作・著作：IMAGICA FTV

## スタッフ
- ナレーター：佐藤英恵
- カメラ：安西栄一、早川義城、林隼也
- 照明：神山啓介、笠原健司、高山元
- 協力：テクスファーム(#4-)
- デザイン：北島麻里子
- 選曲効果：板井基至
- EED&MA：SALMIX
- 企画：小野崇（IMAGICA TV）
- PM：佐藤岳広(#4-)
- AP：安部美咲
- ディレクター：金子雅伸
- プロデューサー：原田佳祐（IMAGICA TV）、飯作直哉（Logfilm）
- 制作・著作：IMAGICA TV

## 放送局
CS放送（全国放送）のほかローカル局で不定期に放送されている。
衛星放送
- 食と旅のフーディーズTV - #エピソード一覧を参照
- BSスカパー! - #1（2013年2月7日） #2（2月8日） #3（2月13日） #4（2月14日） #5（2月15日） / 16:00 - 16:30  ※随時再放送
- Dlife - in Hawaii（2013年6月8日18:30-19:00）

地上放送
- テレビ神奈川 - #1- （2013年7月5日 - 、金曜 10:00-10:30）※#3は未放送
- 群馬テレビ - #1-3（2012年6月12日 - 6月26日、火曜 23:30-24:00）
- サンテレビ - #1-13（2012年10月3日 - 12月26日、水曜 19:30 - 20:00） #14（2013年1月20日12:30-13:00） #15（3月29日20:54-21:24）
- 岡山放送 - #6（2013年3月17日11:20-11:50） #7（3月24日16:55-17:25） #5（3月25日25:09-25:39） #4（3月30日11:00-11:30） #8（4月11日26:15-26:40）
- テレビ愛媛 - #7（2012年12月29日14:25-14:55） #5（2013年2月16日11:00-11:30） #6（4月3日24:45-25:30）